# 高劳德瑙
高劳德瑙，是匈牙利包尔绍德-奥包乌伊-曾普伦州所辖的一个村。总面积9.78平方公里，总人口447，人口密度45.7人/平方公里（2011年1月1日）。